# Carlos Delgado Chalbaud
Carlos Román Delgado Chalbaud Gómez (n. 20 ianuarie 1909, Caracas, Venezuela - d. 13 noiembrie 1950, Caracas, Venezuela) a fost un militar și om politic, președintele Venezuelei în perioada 24 noiembrie 1948-13 noiembrie 1950, când a fost asasinat.

## Biografie
S-a născut în familia generalului Roman Delgado Chalbo. În 1913, tatăl său a fost arestat la ordinul dictatorului Juan Vicente Gómez, iar familia a plecat în exil la Paris. În 1927, generalul Delgado Chalbo a fost eliberat din închisoare și a început la Paris pregătirea răsturnării lui Gomez. Din această cauză, tânărul Carlos Delgado s-a întâlnit cu participanții la mișcarea studențească împotriva dictaturii, care pregăteau Revoluția. După eșecul invaziei Venezuelei în 1929, în care a murit tatăl său, s-a întors la Paris, unde a absolvit  Școala superioară specializată de lucrări publice, obținând studii superioare în științe tehnice.  S-a căsătorit  cu Lucia Devin,  comunistă română.